# Efebo de Antequera
El Efebo de Antequera es una escultura en bronce, fundida en el siglo I, en época del Alto Imperio romano. Es uno de los ocho efebos hallados en el mundo que se ubicaban en las villas romanas, existiendo en Andalucía dos ejemplos más conocidos como los Efebos de Pedro Abad. La escultura se expone en el Museo de la Ciudad de Antequera, situado en el Palacio de Nájera de la ciudad de Antequera.

## Historia
El Efebo de Antequera se halló de forma casual el denominado cortijo de las Piletas, cerca de la localidad de Antequera, en la provincia de Málaga (España), el 29 de junio de 1955, propiedad de Nicolás Jiménez Pau. Posteriormente se trasladó al rellano de la escalera del palacete ubicado en la calle Lucena, número 17, propiedad de su nuera Enriqueta Cuadra Rojas.
Enriqueta recibió la oferta de varios compradores, por lo que se puso en contacto con el entonces alcalde de Antequera, Francisco Ruiz Rojas, quien hizo una gestión en la Caja de Ahorros de Antequera para adquirir la obra de arte como propiedad municipal por un precio de 300.000 pesetasen 1958. Su conocimiento público no tuvo lugar hasta el VIII Congreso de Arqueología Nacional celebrado en Sevilla y Málaga en 1963, donde se expuso por primera vez a los visitantes.
El Museo Arqueológico Nacional de Madrid reclamó la obra, exigiendo la creación de un museo en Antequera si se quería preservar la pieza en la ciudad. La visita del director general de Bellas Artes Gratiniano Nieto Gallo en 1966 hizo que ese mismo año se creara el patronato a cargo del nuevo museo, que finalmente fue inaugurado en 1972 en el palacio de Nájera.
Más tarde ha sido exhibido en Berlín en 1987 por el aniversario de la fundación de la ciudad, en el Museo Arqueológico Nacional de Madrid en 1990 para la exposición Los bronces romanos de Hispania, en la Exposición Universal de Sevilla de 1992, en la exposición Hispania romana en 1997 en Roma, en Zaragoza en 1998, en Mérida en 1999 y de nuevo en el Museo Arqueológico Nacional de Madrid en 2017 para la exposición El poder del pasado, 150 años de arqueología en España. Finalmente, fue declarado bien de interés cultural en 2004.

## Características
Imita el modelo griego del efebo, (del latín ephēbus, y éste del griego ἔφηβος) palabra griega que significa adolescente. Aunque en la Grecia Clásica estaba destinado su uso a los varones atenienses de 18 a 20 años, que eran instruidos en la efebeia, una especie de servicio militar.
Se trata de una escultura realizada en bronce con la técnica de fundición en hueco. Representa a un joven desnudo de pie con una postura que remite al esquema en "S", característico de las formas praxitelianas, que se difundió a partir del siglo IV a. C. Responde al tipo iconográfico conocido como mellephebos stephebos o portador de guirnaldas, utilizado como figura decorativa en los banquetes romanos. Estilísticamente se data como copia neoática de la primera mitad del siglo I d. C. Presenta los brazos separados del cuerpo, en posición extendida, con los dedos de las manos en disposición para sostener algún objeto como una guirnalda o paño.
La cabeza presenta un peinado de gran elegancia y sencillez, formado por dos aladares divididos por una crencha o raya medianera. Estos mechones se enrollan formando una corona capilar que enmarca la zona temporal y se anuda en la nuca como un recogido. Además aparece tocado con una cinta lisa que trenza una guirnalda vegetal con un tallo de sección circular del que surgen hojas y pequeños racimos de uvas. Su rostro aparece con los ojos vaciados, pero en su momento pudieron estar llenos de pasta vítrea y llevar pestañas. De él destacan la fina nariz, la boca pequeña y los pómulos que ayudan a marcar, suavemente, el óvalo facial.

## Características técnicas
- Estilo: corriente neoática
- Material: Bronce
- Altura: 1,43 metros.
- Peso: 37,5 kilogramos.
- Grosor: entre 3 y 5 milímetros.
- Porta una hoja de colocasia en la mano derecha.